# Sonic the Hedgehog 3
Sonic the Hedgehog 3 (ソニック・ザ・ヘッジホッグ3?, Sonikku za Hejjihoggu Surī) o semplicemente Sonic 3, è un videogioco a piattaforme sviluppato dal Sonic Team in collaborazione con il Sega Technical Institute, e pubblicato dalla SEGA sulla piattaforma Mega Drive nel 1994. Secondo sequel del videogioco Sonic the Hedgehog per Mega Drive. Sonic the Hedgehog 3 introduce per la prima volta nella serie il personaggio principale Knuckles the Echidna, all'inizio fungente in questa occasione da rivale di Sonic. Nella modalità multigiocatore, Sonic può sfidare, con o senza Tails, Knuckles.
Secondo alcune fonti contrastanti, diverse tracce furono composte dal re del pop, Michael Jackson, sebbene il suo nome non appaia nei titoli di coda. Nonostante SEGA abbia negato il suo coinvolgimento, alcuni membri del team di sviluppo hanno dichiarato che Jackson compose tracce musicali per il gioco, ma chiese di non essere accreditato per motivi poco chiari: alcuni sostennero perché la sua immagine era stata "devastata" dalle accuse di pedofilia. Molte delle tracce del gioco sono simili ad alcune sue canzoni, per esempio la traccia dei titoli di coda è molto simile a Stranger in Moscow, pubblicata nell'album HIStory (1995).
Il videogioco è considerato il quarto principale della serie nonché quarto sviluppato interamente da Sonic Team, cronologicamente il gioco avviene direttamente dopo le vicende di Sonic the Hedgehog 2 e ha avuto un seguito diretto chiamato Sonic & Knuckles.

## Trama
Il perfido Dottor Robotnik, in seguito alla precedente sconfitta sulla stazione spaziale Death Egg in Sonic the Hedgehog 2, precipita su una mistica e fluttuante isola chiamata Angel Island. Mentre inizia a riparare la nave danneggiata, incontra Knuckles the Echidna, l'ultimo sopravvissuto di un'antica civiltà di Echidna che un tempo abitavano l'isola. Egli è anche il guardiano del Master Emerald, uno smeraldo gigante che garantisce all'isola di fluttuare.
Scoprendo che il Master Emerald può dare energia alla nave e che i suoi acerrimi nemici Sonic the Hedgehog e Miles "Tails" Prower lo stanno inseguendo, decide di raccontare all'echidna che un giorno sarebbe arrivato un riccio blu sulla sua isola, per rubare lo smeraldo. Appena Sonic e Tails arriveranno sull'isola, verranno attaccati da Knuckles, che ruba loro i Chaos Emerald. A questo punto i due eroi attraverseranno diverse aree per recuperare gli smeraldi e raggiungere Robotnik con il Master Emerald, anche se a bloccare loro la strada ci sarà più volte Knuckles.
Dopo aver superato l'isola, i due eroi finiranno a Hydrocity, una zona subacquea, Marble Garden, montagne marmoree allestite a giardino, Carnival Night, che richiama le zone circensi, e IceCap, zona artica completamente coperta da ghiacci. Infine raggiungeranno la base di lancio per lo spazio costruita dal Dr. Robotnik per mandare in orbita la sua astronave Death Egg. L'antagonista compare altre due volte prima di presentarsi con la sua ultima arma. È intervallato da Knuckles, ancora sotto inganno, che si para davanti al protagonista impedendogli di proseguire la caccia al folle scienziato. Solo l'improvviso decollo del Death Egg fa sbalzare l'echidna dalla trave su cui si era posizionato, facendolo cadere in acqua. Sconfiggendo definitivamente Robotnik, i razzi di decollo saltano in aria, lasciando precipitare l'astronave al suolo. I fatti successivi verranno poi svelati nel seguito Sonic & Knuckles.

## Modalità di gioco
Le due modalità di gioco possibili sono Single Player e Competition, dove con la prima si svolge il gioco classico nella sua storia originale, mentre il secondo serve per gareggiare in velocità contro un altro giocatore o contro il computer.
Si può giocare selezionando Sonic, Tails o Sonic assieme a Tails, nel qual caso il volpino verrà comandato dal computer, anche se in qualsiasi momento un secondo giocatore può prenderne il controllo, nonostante la telecamera segua unicamente Sonic e non si divida in due parti. I due personaggi hanno ora mosse uniche che differenziano il tipo di partita affrontabile dal giocatore. Sonic è più veloce e salta più in alto; premendo due volte il comando salto, Sonic può emettere il cosiddetto Instant Shield, uno scudo temporaneo di qualche decimo di secondo che gli permette di essere temporaneamente invincibile e di ampliare di poco il raggio di azione del proprio attacco. Tails invece può volare, utilizzando le proprie code come pale di un elicottero, e può nuotare in acqua fino a che non si stanca e ricade a terra/sul fondale. Le code di Tails, roteando, sono in grado di colpire i nemici. Tails può anche portare con sé Sonic mentre vola, ma solamente se controllato da un secondo giocatore.
Viene qui introdotto un nuovo personaggio, Knuckles the Echidna, che si pone come antagonista e aiutante di Robotnik.
Ci sono tre differenti tipi di scudi: la palla di fuoco, la bolla d'aria e il campo magnetico. Il primo permette di essere invulnerabili al contatto con fuoco e fiamme, il secondo permette di respirare sott'acqua, mentre il terzo attira magneticamente gli anelli quando si passa entro un breve raggio di distanza. Utilizzando Sonic vi sono poi delle funzioni supplementari attivabili in luogo dell'instant shield. Con il primo scudo si diventa un proiettile infuocato che avanza a gran velocità verso la direzione di marcia; con il secondo si rimbalza a terra compiendo un ulteriore salto in alto (tale mossa può essere reiterata all'infinito, ma non si riuscirà ad aumentare l'altezza del rimbalzo); con l'ultimo si può effettuare un secondo salto una volta che si è già in aria. Utilizzando Tails queste funzioni non sono attivabili, e volerà o nuoterà come sempre. Gli scudi di fuoco e magnetico svaniscono automaticamente al contatto con l'acqua.

### Zone
Nel gioco sono presenti 6 zone, ognuna suddivisa in 2 atti al termine dei quali si trovano sempre un mini-boss (nel primo) e il Dr. Robotnik (nel secondo).
- Angel Island (Isola degli Angeli nell'edizione italiana): il primo livello rappresenta sempre un'isola tropicale dai colori vivaci, questa volta dentro una fitta giungla. Vi sono cascate e laghi e spesso si finisce sott'acqua. A causa del mini-boss, il secondo atto si gioca mentre la foresta va a fuoco. Alla fine del livello Knuckles fa saltare un ponte di legno e il giocatore cade nella cascata.
- Hydrocity: la cascata conduce a una città subacquea ricca di tubi, giri della morte, turbine e meccanismi che favoriscono l'alta velocità. Aguzzando la vista, si possono notare delle colonne sullo sfondo che recano sui capitelli degli altorilievi raffiguranti proprio Sonic. Sconfitto Robotnik, la pressione fa saltare il pavimento e un potente getto d'acqua sbalza via il giocatore.
- Marble Garden (Giardino di Marmo nell'edizione italiana): lo sbalzo catapulta il giocatore lungo delle montagne marmoree, allestite a giardino (da cui il nome) con piante ed essenze, oltre a mostrare colonne e muri lavorati. Lungo il livello si incontrano delle piccole vasche di fango; se ci si lascia affondare vi si affoga. In Marble Garden, Robotnik va obbligatoriamente affrontato volando, per cui se si è scelto di giocare con Sonic arriverà Tails a dargli una mano. Durante lo scontro Tails non si affaticherà mai abbastanza da cedere le forze.
- Carnival Night (Notte di Carnevale nell'edizione italiana): la classica zona dei rimbalzi, è molto colorata e ricca di respingenti e palloncini, cannoni e luminarie colorate (è ambientato di notte). Anche la colonna sonora è allegra e richiama i motivetti da circo. Durante il secondo atto compare Knuckles che disattiva i generatori delle luminarie finché il giocatore non troverà il tasto di accensione. A fine livello, un cannone da circo del tutto identico a quelli presenti negli atti sparerà il giocatore al livello successivo.
- IceCap Zone (Zona Icecap nell'edizione italiana): una zona artica completamente coperta da ghiacci, è composta sia da parti esterne che da parti sottoterra. Quando la partita si svolge in superficie lo schermo si copre di fiocchi di neve che cadono lentamente a terra. In questo livello può capitare di rimanere imprigionati in blocchi di ghiaccio, nel qual caso bisogna essere liberati dal proprio compagno entro pochi secondi, pena la perdita di tutti gli anelli (o della vita). Il primo atto inizia con una breve sequenza in cui si vede il protagonista scendere una rapida discesa in snowboard.
- Launch Base (Base di Lancio nell'edizione italiana): come si evince dal nome è la base di lancio per lo spazio costruita dal Dr. Robotnik per mandare in orbita la sua astronave Death Egg, già comparsa nel precedente titolo. Sono presenti ambienti esterni, interni e subacquei. Nel secondo atto Robotnik compare altre due volte prima di presentarsi con la sua ultima arma. È intervallato da Knuckles che a un certo punto si para davanti al protagonista impedendogli di proseguire la caccia al malvagio dottore. Solo l'improvviso decollo del Death Egg fa sbalzare l'echidna dalla trave su cui si era posizionato, lasciando libero il passaggio. Sconfiggendo definitivamente Ivo, i razzi di decollo saltano in aria, lasciando cadere l'astronave al suolo. Nella sequenza finale il protagonista (o i protagonisti) si volta dando le spalle al giocatore per assistere allo schianto del Death Egg.

### Zone ingiocabili
Ci sono delle zone nell'Act Select e nel gameplay che sono ingiocabili (se non tramite Hacking), ma queste zone riappariranno in Sonic & Knuckles.
- Mushroom Valley Zone: è l'equivalente della Mushroom Hill di Sonic & Knuckles. Nel gameplay sarebbe la 7ª zona, dopo Launch Base Zone.
- Flying Battery Zone: nell'Act Select sarebbe la 5ª zona ed è compresa tra Carnival Night Zone ed IceCap Zone (la vera 5ª zona).
- Sandopolis Zone: viene dopo Mushroom Valley Zone. È l'8ª zona.

### Salvataggio
Sonic 3 è il primo gioco della serie che prevede la modalità di salvataggio delle partite. Prima di cominciare a giocare si può selezionare l'opzione di salvataggio, che prevede la possibilità di tenere in memoria fino a 7 partite differenti. Salvando la partita verrà tenuta in memoria la zona in cui si è arrivati (indipendentemente dall'atto), il numero di vite, di continue, di punti e di smeraldi collezionati. Selezionando una partita salvata si ricomincerà a giocare dall'inizio del primo atto della zona in cui si è salvato precedentemente.

### Mini-Boss
In questo titolo della serie è sempre presente un mini-boss che tenta di ostacolare il giocatore alla fine del primo atto. Si tratta di un robot generalmente più grande dei soliti Badnik al cui interno non è rinchiuso alcun animale innocente. Una volta sconfitto, il classico cartello di fine atto cadrà dal cielo.

### Sonic the Hedgehog 3 & Knuckles
Sonic the Hedgehog 3 e Sonic & Knuckles furono concepiti come un singolo gioco, tuttavia furono pubblicati separatamente per vincoli di tempo e finanziari. La cartuccia di Sonic & Knuckles presenta un adattatore lock-on che permette di combinare fisicamente due cartucce, in questo caso ottenendo Sonic the Hedgehog 3 & Knuckles o semplicemente Sonic 3 & Knuckles, talvolta noto con i titoli Sonic 3 Complete Version, Knuckles the Echidna in Sonic the Hedgehog 3 o semplificato Knuckles in Sonic 3; questa caratteristica è rimasta presente anche in alcune riedizioni digitali del gioco, come quella per Virtual Console di Wii.
Sonic 3 & Knuckles permette al giocatore di giocare dei panni di Knuckles nei livelli di Sonic 3 e con Tails o con Sonic seguito dalla volpe in quelli di Sonic & Knuckles. Altre nuove caratteristiche sono la possibilità di utilizzare i Super Smeraldi, sbloccando così le rispettive forme Hyper per Sonic e Knuckles e quella Super per Tails, un'opzione di salvataggio migliorata, la possibilità di accedere con Sonic o Tails in aree precedentemente inaccessibili, boss con forme differenti ed un finale aggiuntivo che mostra Sonic che riporta indietro il Master Emerald ad Angel Island.

## Sviluppo
Nei primi momenti di sviluppo del progetto, gli autori avevano in mente piani molto ambiziosi per questo titolo, soprattutto per quanto riguarda lo sviluppo della storia, il numero di livelli e di nemici. La realizzazione effettiva del progetto in toto avrebbe però avuto costi troppo elevati, sia per la realizzazione di cartucce più potenti (da 32 MB), sia per le tempistiche molto lunghe. Il progetto fu dunque diviso in due parti, la prima delle quali è risultata essere proprio Sonic 3. Il titolo successivo della serie, Sonic & Knuckles non è altro che la continuazione del progetto originario, di cui costituisce il naturale prosieguo per quanto riguarda lo sviluppo della storia e il gameplay.
La data di uscita statunitense, il 2 febbraio 1994, venne ribattezzata dalla SEGA "giorno del riccio", in luogo del più famoso Giorno della marmotta, celebrato nella stessa data anche in Canada.

### Il coinvolgimento di Michael Jackson

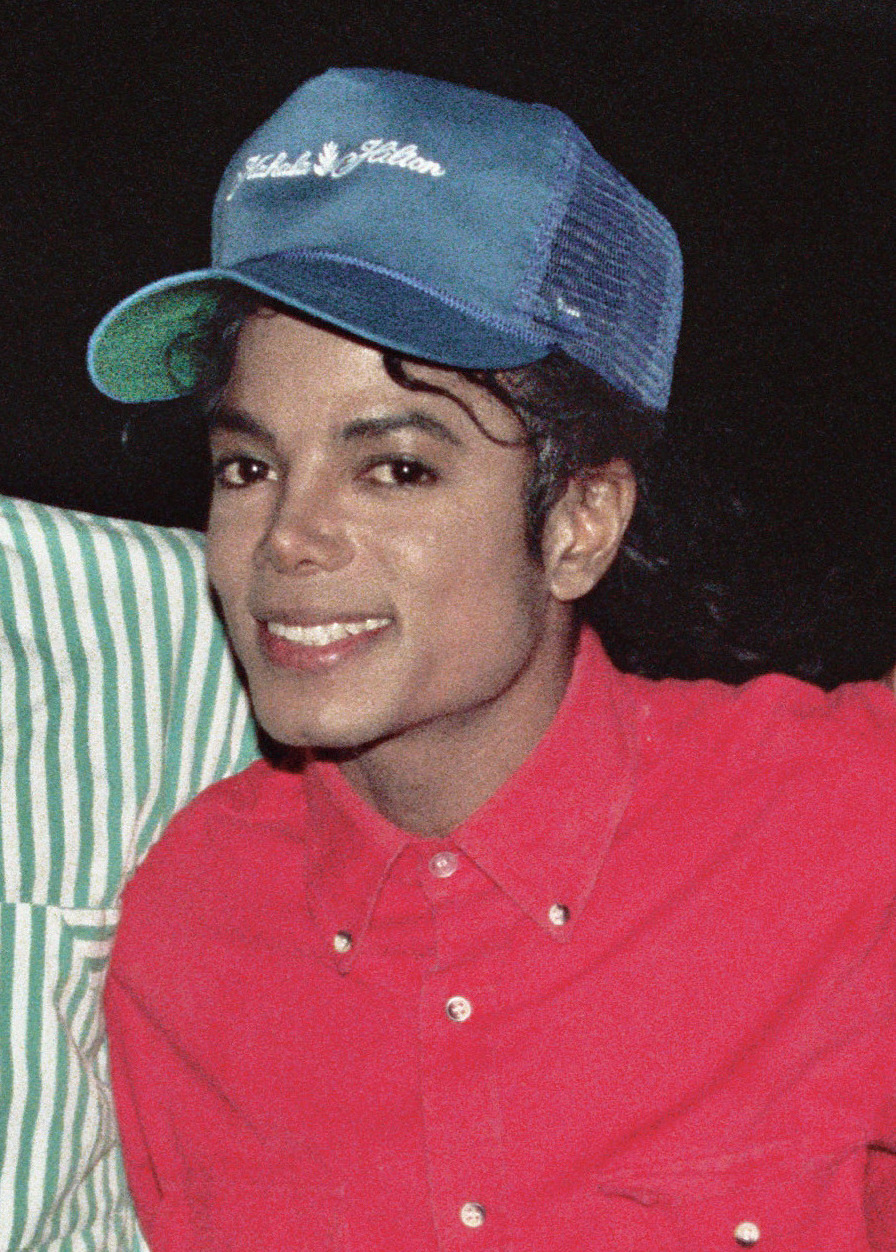
Secondo alcuni coinvolti nel progetto, Michael Jackson (qui ritratto nel 1988) compose parte della colonna sonora del gioco, ma non venne accreditato. Parte dello staff di SEGA ha negato la sua partecipazione, mentre altri hanno ammesso il suo coinvolgimento.

Sussiste una certa somiglianza fra le tracce del gioco e alcune canzoni del cantante pop statunitense Michael Jackson: quella del livello IceCap Zone è molto simile a Smooth Criminal e Who Is It, quella di Carnival Night Zone a Jam, e la traccia finale a Stranger in Moscow, che all'epoca non era ancora stata pubblicata. Si presuppone infatti che una parte della colonna sonora sia stata composta dal noto cantante, il quale tuttavia lasciò il progetto prima del completamento e non venne inserito nei titoli di coda.
Secondo quanto è stato riportato da molte fonti, inizialmente il cantante doveva contribuire alla colonna sonora del gioco; vari media dell'epoca, infatti, scrissero articoli e mostrarono immagini di una visita esclusiva del Re del pop, mentre si trovava di passaggio nel Paese con il suo Dangerous World Tour, alla sede centrale della SEGA in Giappone nel dicembre 1992, dove venne fotografato mentre giocava a Sonic the Hedgehog 2, circondato da pupazzi di Sonic e dei suoi comprimari, e dove incontrò anche un personaggio vestito come Sonic a grandezza naturale e l'allora presidente di SEGA, Hayao Nakayama. A quanto pare, la SEGA decise in seguito di annullare il progetto in corso d'opera a causa delle accuse di presunta pedofilia ricevute dall'artista nell'agosto del 1993, come affermò anche Roger Hector, direttore della divisione sviluppo della SEGA.
Il tastierista e compositore Brad Buxer, amico e collaboratore di Jackson alla stesura delle basi musicali per Sonic 3, ha affermato invece che sarebbe stato Jackson stesso a chiedere di non essere incluso nei titoli di coda, perché insoddisfatto del suono che produceva la console: «Ai tempi, i giochi per console non permettevano una riproduzione ottimale del suono, e Michael trovò questo frustrante. Non voleva essere associato a un prodotto che svalutava la sua musica».
Il 23 giugno 2022, Yuji Naka ha inizialmente confermato il coinvolgimento di Jackson con un post su Twitter, dicendosi sorpreso del fatto che la SEGA non abbia utilizzato la stessa musica del gioco nella compilation Sonic Origins, pubblicata lo stesso anno. Il giorno seguente però l'autore ha in parte rivisto le sue affermazioni, dichiarando che il suo tweet era stato frainteso, creando nuovamente mistero sulla effettiva partecipazione del cantante statunitense.

## Accoglienza
La rivista Rolling Stone considerò Sonic 3 & Knuckles come uno dei migliori titoli della saga, trovando la giocabilità, le idee, la colonna sonora e la qualità del level design tra i punti più alti mai toccati dal franchise. Brady Langmann, Dom Nero e Cameron Sherrill di Esquire lo classificarono come il quinto migliore gioco della serie.

## Versioni alternative e conversioni

### Compilation
Come per i prequel e sequel usciti per Mega Drive, Sonic the Hedgehog 3 è stato convertito per un gran numero di compilation per console casalinghe, portatili e personal computer. La prima in cui ha fatto la sua apparizione è stata Sonic Jam (1997) per Sega Saturn e Game.com. In seguito è stato incluso in Sonic & Knuckles Collection (1997) e Sonic & Garfield Pack (1999) entrambi per Windows, Sonic Mega Collection (2002) per GameCube, Sonic Mega Collection Plus per PlayStation 2, Xbox e Windows, Sega Mega Drive Ultimate Collection (2009) per Xbox 360 e PlayStation 3, Sonic Classic Collection (2010) per Nintendo DS, Sega Mega Drive Classic Collection Gold Edition (2011) per Windows, Sonic Origins (2022) per PlayStation 4, PlayStation 5, Xbox One, Xbox Series X, Nintendo Switch e Windows e Sonic Origins Plus (2023) per PlayStation 4, PlayStation 5, Xbox One, Xbox Series X, Nintendo Switch e Windows.
La maggior parte di queste raccolte presenta il gioco senza apportare cambiamenti di rilievo. Caso singolare invece è quello della sua presenza nella versione per Sega Saturn di Sonic Jam dove sono presenti delle opzioni di "remix": scegliendo la modalità "Normal" cambia la disposizione dei ring e dei vari pericoli, mentre quella "Easy" rimuove completamente certi atti dal gioco. Sonic & Knuckles Collection presenta invece la colonna sonora in formato MIDI e determinati livelli sono caratterizzati da tracce diverse non presenti nell'originale.
In Sonic Gems Collection (2005) per GameCube e PlayStation 2 è possibile sbloccare nella modalità Museo una demo del gioco che presenta un conto alla rovescia di quindici minuti e che permette di iniziare la partita direttamente dal secondo atto del livello Launch Base Zone dove alla fine bisognerà affrontare il boss finale, una volta sconfitto quest'ultimo il giocatore potrà continuare la partita fino allo scadere del tempo.

### LCD
Sonic the Hedgehog 3 ha ricevuto una controparte, in gran parte non correlata, per una console portatile LCD di Tiger Electronics, distribuita nel 1994. Una riedizione è stata distribuita nel 2020.

### Distribuzione digitale
Nel corso dei primi anni 2000, Sonic the Hedgehog 3  è stato distribuito per Windows tramite il servizio online a noleggio Sega Game Honpo disponibile esclusivamente in Giappone. Inoltre è stato reso disponibile per il servizio Virtual Console di Wii il 21 agosto 2007 in Giappone, il 7 settembre in Europa e il 10 settembre in Nord America e successivamente è uscito per Xbox Live il 10 giugno 2009. Quest'ultima versione fu sviluppata da Backbone Entertainment e presenta una grafica migliorata adattata per l'alta definizione, le classifiche online, il supporto per la modalità multigiocatore tramite split screen e Xbox Live ed infine un nuovo sistema di salvataggio, ora possibile in qualsiasi momento del gioco. Due versioni per PC uscirono rispettivamente nell'ottobre 2008 sul servizio online PlaySEGA e il 26 gennaio 2011 tramite Steam, direttamente nell'edizione allungata Sonic 3 & Knuckles. Nel 2014 il programmatore australiano Christian Whitehead, autore del motore grafico Retro Engine utilizzato per le riedizioni di Sonic the Hedgehog, Sonic the Hedgehog 2 e Sonic CD negli anni 2010, pubblicò un video proof of concept di un'eventuale conversione di Sonic 3 & Knuckles per iOS e Android, ma SEGA non approvò il remake. Una nuova versione di Sonic 3 & Knuckles è stata inclusa nella collection Sonic Origins, nel 2022.

## Adattamenti
Sonic 2 - Il film, secondo capitolo dell'omonima serie cinematografica basata sul franchise, è quasi interamente basato sul gioco.
A causa del probabile coinvolgimento di Jackson per la colonna sonora, in una scena di Sonic 3 i protagonisti guardano alcuni cosplayer cantare I Want You Back dei The Jackson 5; si tratta della cover in giapponese delle Folder 5.